# María Casado González
Maria Casado Gonzalez (Cartaya, Huelva, 31 de gener de 1952) és una jurista espanyola especialitzada en bioètica. Catedràtica d'Universitat, professora titular de Filosofia del Dret de la Universitat de Barcelona, directora i investigadora principal del Observatori de Bioètica i Dret de la Universitat de Barcelona i titular de la Càtedra UNESCO de Bioètica de la mateixa universitat. És creadora i Directora del Màster en Bioètica i Dret de la Universitat de Barcelona. Fundadora i codirectora de la Revista de Bioética y Derecho de la Universitat de Barcelona.

## Biografia
El 1985 es va doctorar en Dret per la Universitat Complutense de Madrid, en 1990 va obtenir el càrrec de professora titular de Filosofia del Dret de la Universitat Complutense de Madrid i en 1993 el de professora titular de la mateixa assignatura a la Universitat de Barcelona. En 1995 va fundar el Centre de recerca «Observatori de Bioètica i Dret» de la Universitat de Barcelona i en 2007 va rebre la titularitat de la Càtedra UNESCO de Bioètica de la Universitat de Barcelona. És Catedràtica acreditada d'Universitat des de l'any 2012.
Va ser membre del Comitè de Bioètica d'Espanya (2008-2012), del «Comitè de Bioètica de Catalunya» (2008-2013), de la Comissió d'Experts del «Banc Nacional d'ADN» (Espanya) del 2009 al 2017, del Consell Assessor del Centre de Recerca d'Errors Mèdics UAB (2001-2016), de la «Comissió Nacional Per a l'Ús Forense de l'ADN» (2009-2019) i del Comitè d'Ètica de Recerca de l'Hospital Clínic de Barcelona (2004-2009).
Des de 1995, és membre de la «Comissió de Bioètica de la Universitat de Barcelona», des de 2001, del Comitè d'Ètica Assistencial de l'Hospital de Barcelona i, des de 2005, de la Societat Espanyola de Salut Pública i Administració Sanitària (SESPAS). Dirigeix la col·lecció "Materials de Bioètica i Dret" (Ed. Civitas-Aranzadi) i Col·lecció Bioètica d'Edicions Universitat de Barcelona] que està reconeguda amb el segell de qualitat la ANECA i FECYT.
És creadora i directora del Màster en Bioètica i Dret de la Universitat de Barcelona que s'imparteix des de 1995. Des de 2008 dirigeix la línia de recerca "Bioètica i Dret" dins del Programa de Doctorat Europeu "Dret i Ciència Política" en la Facultat de Dret de la Universitat de Barcelona. La Revista de Bioética y Derecho, de la qual és fundadora, es va fusionar en 2016 amb la revista Perspectivas Bioéticas de la Facultat Llatinoamericana de Ciències Socials] (FLACSO), la revista més antiga de l'àrea a l'Argentina.

## Recerca
La seva línia de recerca és la relació existent entre la Bioètica i el Dret, especialment prenent en compte el marc dels drets humans i les implicacions ètiques, jurídiques i socials de les biotecnologies i la biomedicina; la discussió i anàlisi dels anomenats "casos difícils" que els avanços de biotecnologia imposen a la societat com un repte valòric, donades les seves implicancias ètiques, jurídiques i socials. Alguns temes relacionats a la seva recerca són les qüestions que comporten l'edició genòmica, els temes pendents en el camp de la reproducció humana assistida, les implicacions del'ús forense de l'ADN, l'envelliment, el canvi del model investigador en el context neoliberal i, també, la integritat en la recerca i la formació en bioètica.
En l'actualitat, la seva recerca se centra en les implicacions de l'ús de tecnologies disruptives, com l'edició genòmica, la intel·ligència artificial o la nanotecnologia en biomedicina, així com de la necessària adaptació del Conveni d'Oviedo a la nova realitat científica i social.
És investigadora principal del Grup de Recerca Consolidat “Bioètica, Dret i Societat”, de la Generalitat de Catalunya, que va fundar l'any 2000.
Ha estat investigadora principal en diferents projectes competitius d'àmbit nacional, entre altres: “Aspectes ètics, jurídics i socials implicats en l'obtenció, l'ús i l'emmagatzematge de les mostres d'ADN i altres tècniques biomètriques d'identificació”, “Xarxa d'Excel·lència Bioètica i Drets Humans: impactes ètics, jurídics i socials de les novíssimes tecnologies en recerca i reproducció” i “Implicacions bioètiques, jurídiques i socials de les nanotecnologies”.
La seva activitat investigadora i producció científica es pot consultar en el Portal de la Recerca de Catalunya.

## Reconeixements
El 2006 va ser guardonada amb la Medalla Narcís Monturiol de la Generalitat de Catalunya a la contribució al progrés científic i tecnològic. En 2007 va rebre la titularitat de la Càtedra UNESCO de Bioètica de la Universitat de Barcelona. En 2017 va ser premiada amb el reconeixement a la defensa i promoció dels Drets Humans per la Suprema Cort de Justícia de la Nació (SCJN) de Mèxic.

## Selecció d'obres
- Manual de Bioética Laica (I). Cuestiones clave. Barcelona: Edicions UB, 2019. ISBN 978-84-9168-129-8.
- De la solidaridad al mercado. El cuerpo humano y el comercio biotecnológico. Mexico D.F: Fontamara; 2016.  Arxivat 2020-08-07 a Wayback Machine.ISBN 978-60-773-6351-4.
- Bioética, Derecho y Sociedad (2ª ed. corregida y aumentada, 1ª ed. 1998). Ed. Trotta, 2015. ISBN 978-84-9879-567-7.
- ¿Es la maternidad lo que hace auténticamente mujeres a las mujeres?, Gaceta Sanitaria, 2012, Vol. 26 Nº 3, pp. 201 - 202.
- A vueltas sobre las relaciones entre la bioética y el derecho, Revista Bioética (Conselho Federal de Medicina CFM, Brasil), 2011, Vol.19 Nº1, pp. 15 - 28.
- Bioética y Nanotecnología (Coord.). Editoral Civitas Aranzadi - Thomson Reuters. Navarra, 2010. 282 páginas. ISBN 978-84-470-3509-0
- Sobre la Dignidad y los Principios. Análisis de la Declaración Universal de Bioética y Derechos Humanos de la UNESCO (Coord.). Editoral Civitas Aranzadi - Thomson Reuters. Navarra, 2009. 600 páginas. ISBN 978-84-470-3261-7
- End-of-life care in Spain: legal framework. (Cabré, Ll.; Casado, M.; Mancebo, J.). Intensive Care Medicine, 2008, Vol. 34 Nº 12, pp. 2300 - 2303. ISSN 0342-4642
- La bioètica com a suport al dret per regular la biotecnologia, Revista Catalana de Derecho Público, 2008, Nº 36, pp. 5 5-78. ISSN:1885-5709, ed. impresa, ISSN web: 1885-7663
- Nuevos materiales de Bioética y Derecho (Comp). Editorial Fontamara. México, 2007. 440 pp. ISBN 968-476-609-2
- Las leyes de la Bioética. Editorial Gedisa. Barcelona, 2004. 133 pp. ISBN 84 7432-980-9
- El Alzheimer: problemas éticos y jurídicos (Comp). Editorial Tirant Lo Blanch. Valencia, 2002. 165 Páginas. ISBN 84-8442-514-2
- Estudios de Bioética y Derecho (Comp). Editorial Tirant lo Blanch. Valencia 2000. 350 pp. ISBN 84-8442-035-3
- Coordinadora dels Documents publicats pel Grup d'Opinió del Observatori de Bioètica i Dret